# Jealousy (EP)
Pour les articles homonymes, voir Jealousy.
Albums de Loudness
Hurricane Eyes
(1987) Soldier of Fortune
(1989)
Jealousy est un mini-album studio de Loudness sorti uniquement au Japon en 1988.

## Liste des titres
- Musiques composées par Akira Takasaki.
- Paroles écrites par Minoru Niihara.

1. Jealousy - 5:04
2. Long Distance Love - 4:32
3. Good Things Going - 5:09
4. Die of Hunger - 4:48
5. Heavier than Hell - 4:29
6. Dreamer and Screamer - 3:55

## Composition du groupe
- Minoru Niihara – Chants
- Akira Takasaki – Guitare
- Masayoshi Yamashita – Basse
- Munetaka Higuchi - Batterie

Musiciens additionnels
- Masanori Sasaji – claviers